# Mer Hayrenik
« Notre Patrie » (en arménien : Մեր Հայրենիք / Mer Hayreníq) est l'hymne national de l'Arménie. Adopté le 1er juillet 1991, il est directement inspiré de l'hymne de la Première République d'Arménie, avec cependant des paroles différentes. Les paroles ont été écrites par Michael Nalbandian et ont été mises en musique par Barsegh Kanatchian.
En 2006 a eu lieu un débat sur un possible changement d'hymne, auquel le Dashnak s'est fortement opposé. Le parlement a tranché en faveur de « Notre Patrie » (loi relative à l'hymne de la République d'Arménie), mais en 2008, le gouvernement a indiqué son intention de vouloir organiser un concours pour un nouvel hymne.
L'altiste italien Marco Misciagna a composé Introduction and Variations on Mer Hayrenik pour alto solo et en 2018 l'a joué en concert à la Komitas Chamber Music House.

## Paroles

### Paroles officielles
| Texte arménien original | Traduction française | |
| --- | --- | --- |
| \| Arménien \| Romanisation \| Transcription API \| \| ------------------------------------------------------------------------------------------------------------------------------------------------------------------------------------------------------------------------------------------------------------------------------------------------------------------------------------------------------------------------------------------------------------------ \| ---------------------------------------------------------------------------------------------------------------------------------------------------------------------------------------------------------------------------------------------------------------------------------------------------------------------------------------------------------------------------------------------------------------------------- \| ------------------------------------------------------------------------------------------------------------------------------------------------------------------------------------------------------------------------------------------------------------------------------------------------------------------------------------------------------------------------------------------------------------------------------------------------------------------------------------------------------------------------------------------------------------------------------------------- \| \| Մեր Հայրենիք՝ ազատ անկախ՝ Որ ապրել է դարեդար 𝄆 Յուր որդիքը արդ կանչում են Ազատ՝ անկախ Հայաստան։ 𝄇 Ահա եղբայր քեզ մի դըրոշ՝ Որ իմ ձեռքով գործեցի 𝄆 Գիշերները ես քուն չեղա(յ)՝ Արտասուքով լըվացի։ 𝄇 Նայիր նըրան՝ երեք գոյնով՝ Նըուիրական մեր նըշան 𝄆 Թող փողփողի թըշնամու դեմ Թող միշտ պանծայ Հայաստան։ 𝄇 Ամենայն տեղ մահը մի է Մարդ մի անգամ պիտ մեռնի՝ 𝄆 Բայց երանի՝ որ յուր ազգի Ազատության կըզոհվի։ 𝄇[7],[8],[9] \| Mer Hayreníq, azát ankákh, Vor aprél e daredár 𝄆 Yur vordíqe ard kanchúm en Azát, ankákh Hayastán. 𝄇 Aha yeghbáyr qez mi drosh, Vor im dzerrqóv gortzetsí 𝄆 Gishernére yes qun cheghá(y), Artasuqóv lvatsí. 𝄇 Nayír nran yeréq guynóv, Nvirakán mer nshan 𝄆 Thogh phoghphoghí thshnamú dem Thogh misht pantzá Hayastán. 𝄇 Amenáyn tegh máhe mi e Mard mi angám pit merrní, 𝄆 Bayts yeraní, vor yur azgí Azatuthyán kzohví. 𝄇 \| [mɛɹ hɑj.ɾɛ.ˈnikʰ ǀ ɑ.ˈzɑt ɑŋ.ˈkɑχ ǀ] [voɹ ɑ.ˈpɾɛl ɛ dɑ.ɾɛ.ˈdɑɹ ‖] 𝄆 [juɹ voɾ.ˈdi.kʰə ɑɾd kɑn.ˈt͡ʃʰum ɛn ǀ] [ɑ.ˈzɑt ǀ ɑŋ.ˈkɑχ hɑ.jɑs.ˈtɑn ‖] 𝄇 [ɑ.ˈhɑ jɛʁ.ˈbɑjɹ kʰɛz mi də.ˈɾoʃ ǀ] [voɹ im d͡zɛr.ˈkʰov goɾ.t͡sˀɛ.ˈt͡sʰi ‖] 𝄆 [gi.ʃɛɾ.ˈnɛ.ɾə jɛs kʰun t͡ʃʰɛ.ˈʁɑ(j) ǀ] [ɑɾ.tɑ.su.ˈkʰov lə.vɑ.ˈt͡sʰi ‖] 𝄇 [nɑ.ˈjiɹ nə.ˈɾɑn ǀ jɛ.ˈɾɛkʰ guj.ˈnov ǀ] [nə.vi.ɾɑ.ˈkɑm mɛɹ nə.ˈʃɑn ‖] 𝄆 [tʰoʁ pʰoʁ.pʰo.ˈʁi tʰəʃ.nɑ.ˈmu dɛm ǀ] [tʰoʁ miʃt pɑn.ˈt͡sˀɑ hɑ.jɑ.ˈstɑn ‖] 𝄇 [ɑ.mɛ.ˈnɑjn tɛʁ ǀ ˈmɑ.hə mi ɛ ǀ] [mɑɾd mi ɑŋ.ˈgɑm pit mɛr.ˈni ‖] 𝄆 [bɑjt͡sʰ jɛ.ɾɑ.ˈni voɹ juɹ ɑz.ˈgi ǀ] [ɑ.zɑ.tutʰ.ˈjɑn kə.zoɦ.ˈvi ‖] 𝄇 \| | Notre patrie, libre et indépendante, Qui a vécu de siècle en siècle, 𝄆 Ses enfants l'appellent aujourd'hui, Arménie libre et indépendante. 𝄇 Voici, frère, un drapeau pour toi, Que j'ai fait de mes mains 𝄆 Les nuits où je ne dormais pas, Je l'ai lavé de mes larmes. 𝄇 Regarde-le, tricolore, Notre symbole sacré, 𝄆 Qu'il flamboie face à l'ennemi, Que l'Arménie soit toujours glorieuse. 𝄇 La mort est partout la même, Chacun ne meurt qu'une fois, 𝄆 Mais heureux qui se sacrifie Pour libérer sa nation. 𝄇 | |
| Arménien | Romanisation | Transcription API |
| Մեր Հայրենիք՝ ազատ անկախ՝ Որ ապրել է դարեդար 𝄆 Յուր որդիքը արդ կանչում են Ազատ՝ անկախ Հայաստան։ 𝄇 Ահա եղբայր քեզ մի դըրոշ՝ Որ իմ ձեռքով գործեցի 𝄆 Գիշերները ես քուն չեղա(յ)՝ Արտասուքով լըվացի։ 𝄇 Նայիր նըրան՝ երեք գոյնով՝ Նըուիրական մեր նըշան 𝄆 Թող փողփողի թըշնամու դեմ Թող միշտ պանծայ Հայաստան։ 𝄇 Ամենայն տեղ մահը մի է Մարդ մի անգամ պիտ մեռնի՝ 𝄆 Բայց երանի՝ որ յուր ազգի Ազատության կըզոհվի։ 𝄇, | Mer Hayreníq, azát ankákh, Vor aprél e daredár 𝄆 Yur vordíqe ard kanchúm en Azát, ankákh Hayastán. 𝄇 Aha yeghbáyr qez mi drosh, Vor im dzerrqóv gortzetsí 𝄆 Gishernére yes qun cheghá(y), Artasuqóv lvatsí. 𝄇 Nayír nran yeréq guynóv, Nvirakán mer nshan 𝄆 Thogh phoghphoghí thshnamú dem Thogh misht pantzá Hayastán. 𝄇 Amenáyn tegh máhe mi e Mard mi angám pit merrní, 𝄆 Bayts yeraní, vor yur azgí Azatuthyán kzohví. 𝄇                                                                                         | [mɛɹ hɑj.ɾɛ.ˈnikʰ ǀ ɑ.ˈzɑt ɑŋ.ˈkɑχ ǀ] [voɹ ɑ.ˈpɾɛl ɛ dɑ.ɾɛ.ˈdɑɹ ‖] 𝄆 [juɹ voɾ.ˈdi.kʰə ɑɾd kɑn.ˈt͡ʃʰum ɛn ǀ] [ɑ.ˈzɑt ǀ ɑŋ.ˈkɑχ hɑ.jɑs.ˈtɑn ‖] 𝄇 [ɑ.ˈhɑ jɛʁ.ˈbɑjɹ kʰɛz mi də.ˈɾoʃ ǀ] [voɹ im d͡zɛr.ˈkʰov goɾ.t͡sˀɛ.ˈt͡sʰi ‖] 𝄆 [gi.ʃɛɾ.ˈnɛ.ɾə jɛs kʰun t͡ʃʰɛ.ˈʁɑ(j) ǀ] [ɑɾ.tɑ.su.ˈkʰov lə.vɑ.ˈt͡sʰi ‖] 𝄇 [nɑ.ˈjiɹ nə.ˈɾɑn ǀ jɛ.ˈɾɛkʰ guj.ˈnov ǀ] [nə.vi.ɾɑ.ˈkɑm mɛɹ nə.ˈʃɑn ‖] 𝄆 [tʰoʁ pʰoʁ.pʰo.ˈʁi tʰəʃ.nɑ.ˈmu dɛm ǀ] [tʰoʁ miʃt pɑn.ˈt͡sˀɑ hɑ.jɑ.ˈstɑn ‖] 𝄇 [ɑ.mɛ.ˈnɑjn tɛʁ ǀ ˈmɑ.hə mi ɛ ǀ] [mɑɾd mi ɑŋ.ˈgɑm pit mɛr.ˈni ‖] 𝄆 [bɑjt͡sʰ jɛ.ɾɑ.ˈni voɹ juɹ ɑz.ˈgi ǀ] [ɑ.zɑ.tutʰ.ˈjɑn kə.zoɦ.ˈvi ‖] 𝄇 |

### Paroles originales
La version originale de l'hymne national arménien est basée sur les première, troisième, quatrième et sixième strophes du poème « La chanson d'une Italienne ».
| Arménien | Translitération | Traduction |
| --- | --- | --- |
| Մեր հայրենիք, թշուառ, անտէր, Մեր թշնամուց ոտնակոխ, Իւր որդիքը արդ կանչում է Հանել իւր վրէժ, քէն ու ոխ: Ահա՛, եղբայր, քեզ մի դրoշ, Որ իմ ձեռքով գործեցի, Գիշերները ես քուն չեղայ, Արտասուքով լուացի։ Նայի՛ր նորան, երեք գոյնով, Նուիրական մեր նշան, Թո՛ղ փողփողի թշնամու դէմ, Թո՛ղ կործանուի Աւստրիան: Ամենայն տեղ մահը մի է, Մարդ մի անգամ պիտ մեռնի. Բայց երանի՜, որ իւր ազգի Ազատութեան կը զոհուի: | Mer Hayreníq, thshuárr, antér, Mer thshnamúts votnakókh, Iur vordíqe ard kanchúm e Hanél iur vrezh, qen u vokh. Aha, yeghbáyr, qez mi drosh, Vor im dzerrqóv gortzetsí, Gishernére yes qun chegháy, Artasuqóv luatsí. Nayír norán, yeréq goynóv, Nuirakán mer nshan, Thogh phoghphoghí thshnamú dem, Thogh kortzanuí Austrián. Amenáyn tegh máhe mi e, Mard mi angám pit merrní. Bayts yeraní, vor iur azgí Azatutheán kzohuí. | Notre Patrie, libre et indépendante, Qui a vécu de siècle en siècle, Appelle aujourd'hui ses enfants, En Arménie libre et indépendante. Voici, frère, un drapeau pour toi, Que j'ai fait de mes mains Les nuits où je ne dormais pas, Je l'ai lavé de mes larmes. Regarde-le, tricolore, Notre symbole sacré, Qu'il flamboie face à l'ennemi, Que l'Autriche soit détruite. La mort est partout la même, Chacun ne meurt qu'une fois, Mais heureux qui se sacrifie Pour libérer sa nation. |